# Orden de la Bandera de Azerbaiyán
Orden de la Bandera de Azerbaiyán (en azerí: Azərbaycan Bayrağı Ordeni) es un premio presentado por el Presidente de la República de Azerbaiyán.

## Estatus
La orden de la bandera de Azerbaiyán fue creada por el Decreto N.º 756 del Presidente de Azerbaiyán, Heydər Əliyev y ratificada por Asamblea Nacional de la República de Azerbaiyán el 6 de diciembre de 1993. Esta orden es dada a los ciudadanos de República de Azerbaiyán, los ciudadanos extranjeros y los no ciudadanos para los servicios siguientes:
- contribuciones duraderas en la restauración de independencia de Azerbaiyán;

- contribuciones especiales al desarrollo social y político;

- contribuciones distinguidas a la ciencia militar y el desarrollo de equipos militares;

- actos distinguidos en la defensa de la integridad territorial de República de Azerbaiyán;

- servicio en el mantenimiento del orden en el país;

- proteger las fronteras del país y distinguido servicio militar.

La orden está clavada en el lado izquierdo del cofre. Si hay cualquiera otros órdenes o medallas, la orden de la bandera de Azerbaiyán debe seguir la Orden Shah Ismail. 

## Descripción
La orden de la bandera de Azerbaiyán está compuestá por dos capas de plata en la forma de estrella de ocho puntas con los ornamentos nacionales. La capa inferior es de color blanco. La capa superior más pequeña es de oro con la imagen de grabada de Bandera de Azerbaiyán. En la parte posterior de la orden hay número de orden grabado y palabra “Azərbaycan Bayrağı”.